# Moulins-sur-Yèvre
Moulins-sur-Yèvre är en kommun i departementet Cher i regionen Centre-Val de Loire i de centrala delarna av Frankrike. Kommunen ligger  i kantonen Baugy som tillhör arrondissementet Bourges. År 2022 hade Moulins-sur-Yèvre 851 invånare.

## Befolkningsutveckling
Antalet invånare i kommunen Moulins-sur-Yèvre
Referens:INSEE